# Cordylus oelofseni
Cordylus oelofseni är en ödleart som beskrevs av  Victor Mouton och VAN WYK 1990. Cordylus oelofseni ingår i släktet Cordylus och familjen gördelsvansar. Inga underarter finns listade i Catalogue of Life.